# Lac de Grand Maison
Het Lac de Grand Maison is een stuwmeer in de Franse departementen Isère en Savoie in de Franse Alpen. Het meer is ontstaan door de bouw van de Grand Maison-dam welke gereedkwam in 1985. De aan de dam gekoppelde waterkrachtcentrale van de EDF heeft een jaarlijkse opbrengst van 1.420 GWh.
Het gebied rondom het meer is zeer dunbevolkt, de weg langs het meer is gedurende de wintermaanden afgesloten voor alle verkeer vanwege de sneeuwval.

## Trivia
Op circa 5 kilometer afstand van het meer bevinden zich de door de ronde van Frankrijk bekende Col du Glandon en de Col de la Croix-de-Fer.